# بيت شيلي
بيت شيلي (بالإنجليزية: Pete Shelley)‏ هو عازف قيثارة وموسيقي ومنتج أسطوانات ومغني وكاتب أغاني بريطاني، ولد في 17 أبريل 1955 في لي في المملكة المتحدة، وتوفي في 6 ديسمبر 2018 في تالين في إستونيا بسبب نوبة قلبية.

## وصلات خارجية
- الموقع الرسمي
- بيت شيلي على موقع IMDb (الإنجليزية)
- بيت شيلي على موقع ميوزك برينز (الإنجليزية)
- بيت شيلي على موقع إن إن دي بي (الإنجليزية)
- بيت شيلي على موقع ديسكوغز (الإنجليزية)
- بيت شيلي على موقع قاعدة بيانات الفيلم (الإنجليزية)